# Ujkowice
Ujkowice – wieś w Polsce położona w województwie podkarpackim, w powiecie przemyskim, w gminie Przemyśl.
| SIMC    | Nazwa       | Rodzaj    |
| ------- | ----------- | --------- |
| 0608894 | Bażantarnia | część wsi |
| 0608902 | Debry       | część wsi |
| 0608919 | Łazy        | część wsi |

Wieś szlachecka Huikowice, własność Lubomirskich, położona była w 1589 w ziemi przemyskiej województwa ruskiego. Wieś położona w powiecie przemyskim, była własnością Stanisława Antoniego Karola Fredery, jej posiadaczką była Anna Smarzewska, została spustoszona w czasie najazdu tatarskiego w 1672 roku. 
W II Rzeczypospolitej wieś w powiecie przemyskim w województwie lwowskim.
W latach 1945–1946 nacjonaliści ukraińscy z OUN-UPA zamordowali tutaj 37 Polaków, paląc większość gospodarstw.
W latach 1975–1998 miejscowość administracyjnie należała do województwa przemyskiego.
Miejscowość jest siedzibą rzymskokatolickiej parafii Matki Bożej Szkaplerznej.
We wsi znajduje się prawosławny monaster męski Świętych Cyryla i Metodego. Funkcjonował on w latach 1986–1994 jako greckokatolicki, następnie do 2015 działał w jurysdykcji PAKP. W marcu 2015 został zamknięty przez Synod Kościoła. Od tego czasu monaster funkcjonuje nieoficjalnie. 
Na miejscu jest kościół rzymskokatolicki, zespół szkół, ruiny cerkwi greckokatolickiej pw. Przemienienia Pańskiego z 1926 oraz forty z czasów I wojny światowej.
W Ujkowicach od 1964 istnieje Ludowy Klub Sportowy (LKS Ujkowice)
Osiągnięcie: 2008/09 – Awans do A-klasy. W klubie istnieją dwie sekcje: piłkarska i szachowa.

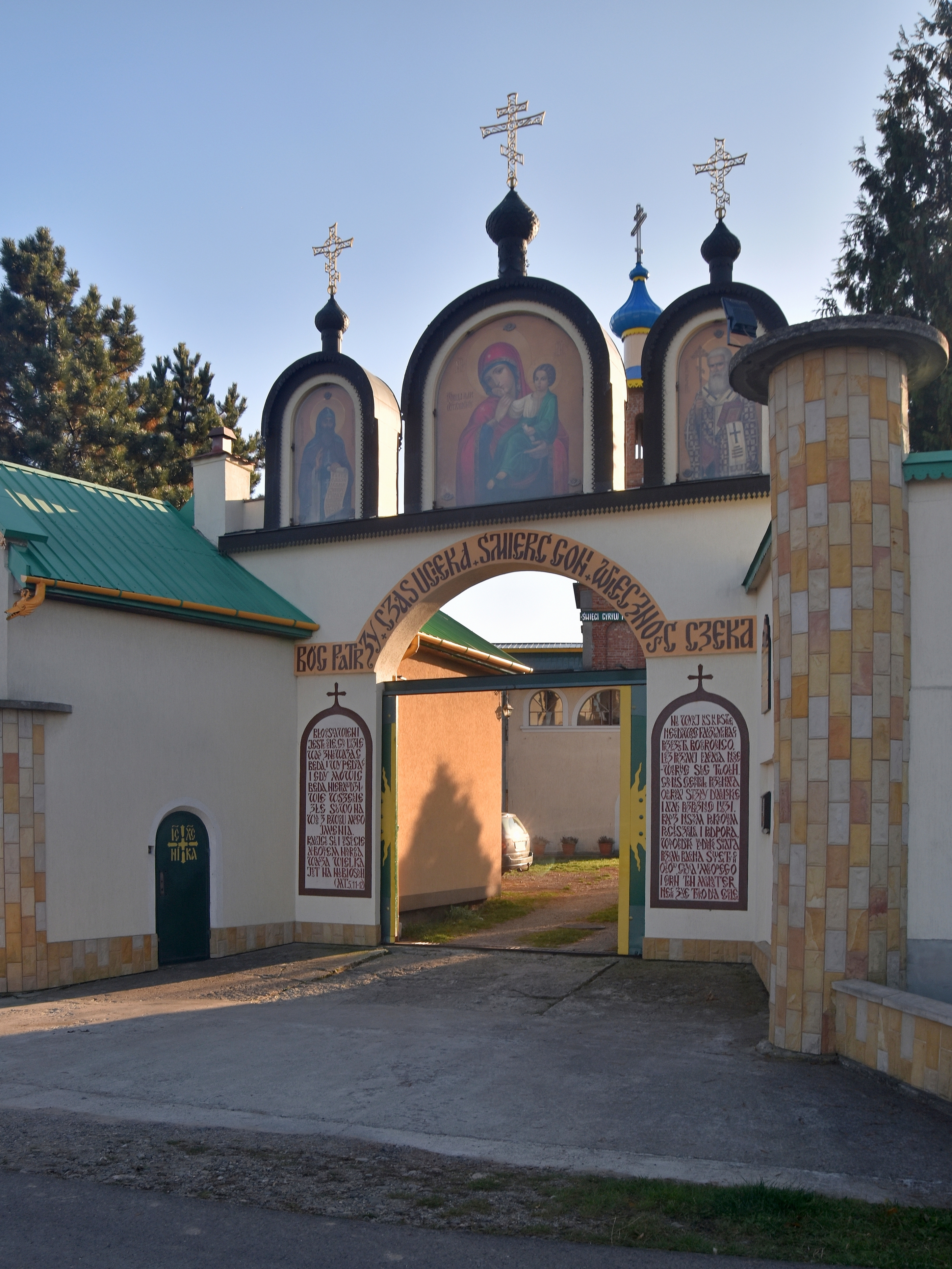
Monaster, wejście
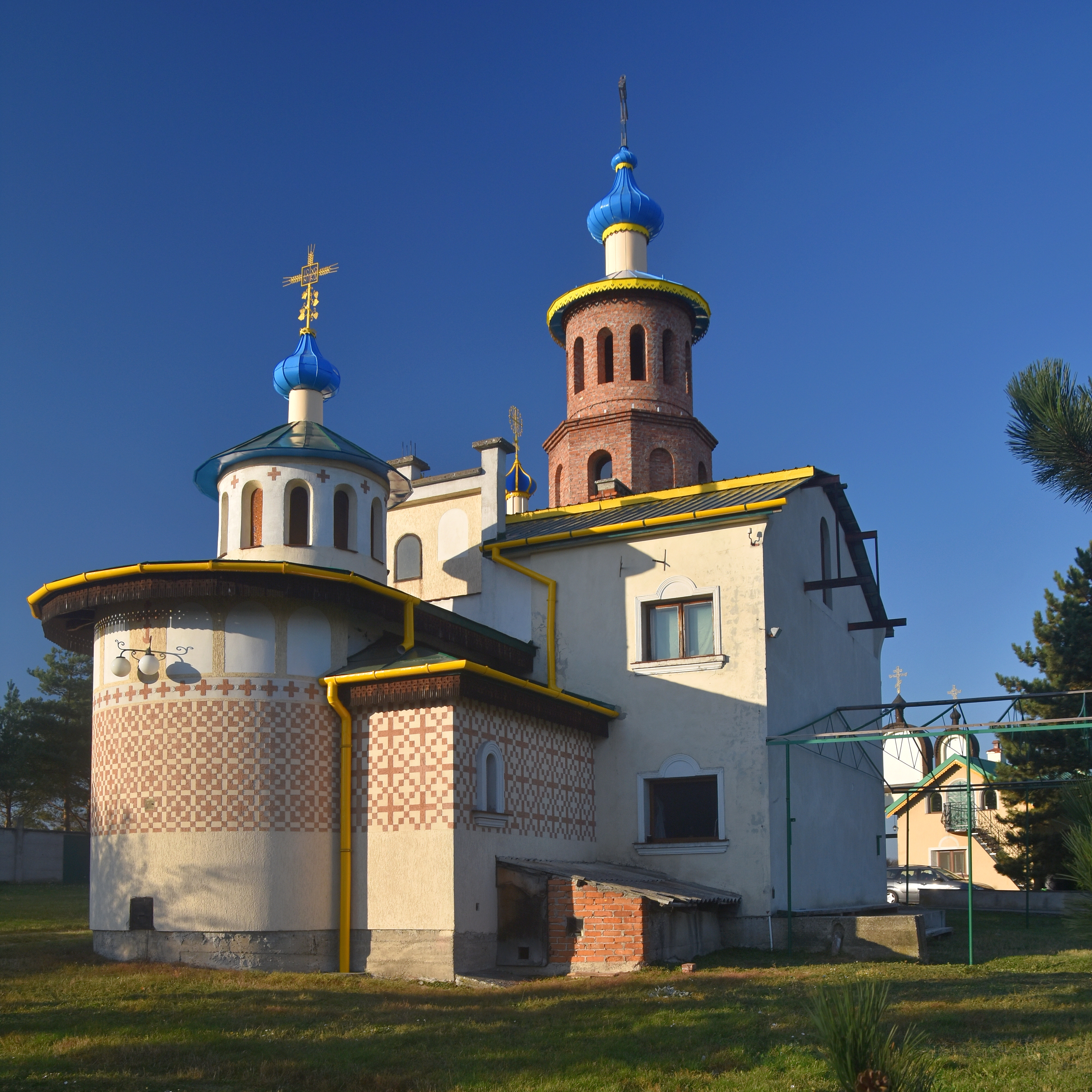
Monaster, widok od strony prezbiterium
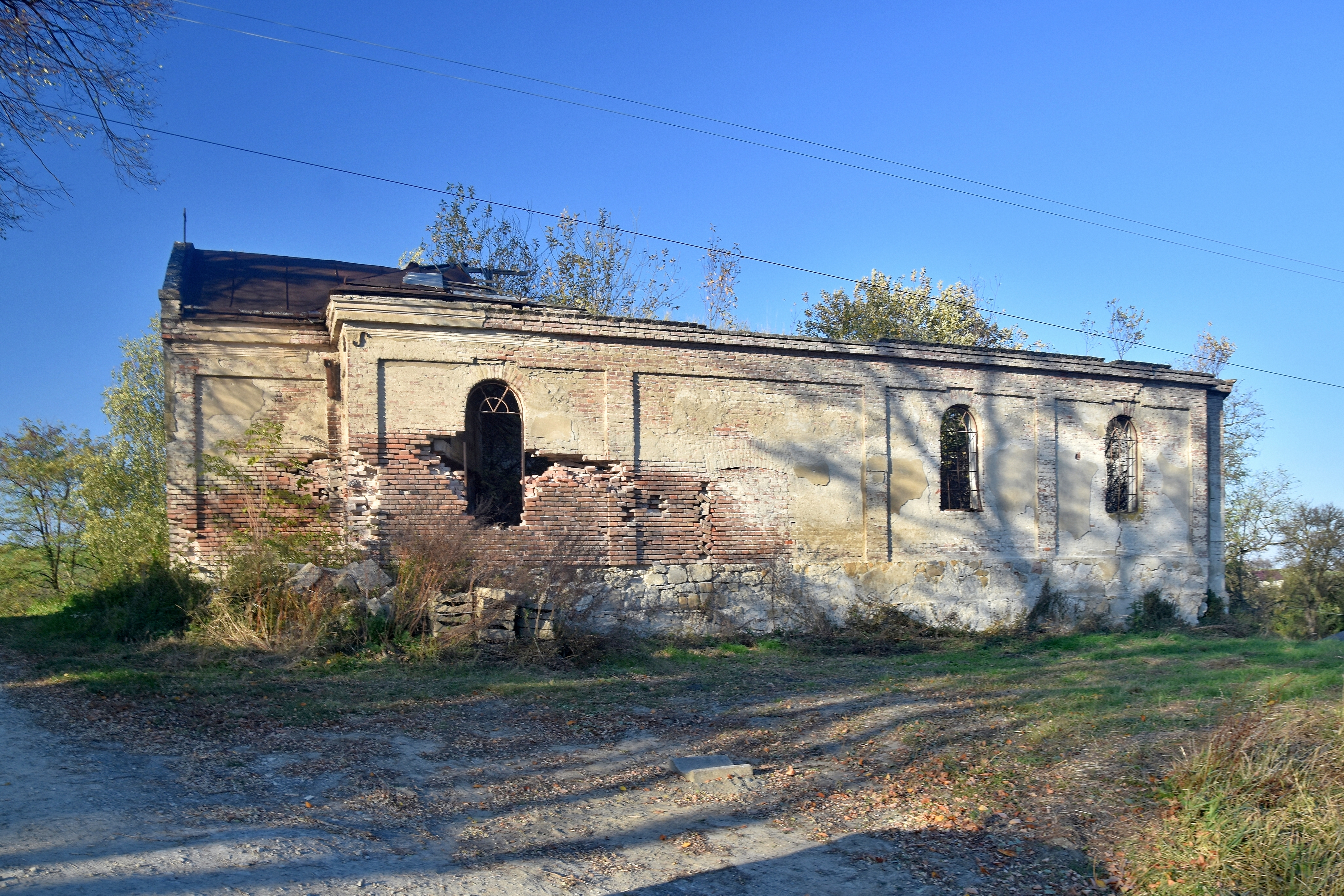
Cerkiew Przemienienia Pańskiego